# King Kong (відеогра, 2005)
Peter Jackson's King Kong: The Official Game of the Movie (також відома як Peter Jackson's King Kong, або просто King Kong)  — відеогра в жанрі пригодницький бойовик 2005 року, розроблена та видана Ubisoft за мотивами фільму Кінг Конг 2005 року. Гра була створена у співпраці між режисером фільму Пітером Джексоном та режисером гри Мішелем Анселем. Сюжет гри слідує за сценаристом з Нью-Йорка Джеком Дрісколлом, який намагається врятувати Енн Дарроу, дівчину, у яку він закоханий та котру корінні жителі Острову Черепа принесли в жертву гігантській горилі Конгу.
Гра дозволяє грати як за Джека Дрісколла, так і за Кінг Конга. Для захисту від істот, що населяють Острів Черепа та боротьби з ними гравець може використовувати вогнепальну зброю та списи за Джека та бити лапами, хапати і використовувати предмети/трупи за Конга. Ігрові рівні за Кінг Конга граються від третьої особи, тоді як рівні за Джека — від першої особи. Гра не робить наголос на використанні HUD-дисплей, розробники пояснюють таке рішення тим, що це, імовірно, допомогло би гравцям глибше зануритися в гру (хоча HUD можна ввімкнути в налаштуваннях).
Гра була випущена на ПК та платформах шостого покоління та версії Nintendo DS 21 листопада 2005 року, а 22 листопада 2005 року вийшла на Xbox 360 як стартовий заголовок, а також версія Game Boy Advance під назвою Kong: The 8th Wonder of the World; також версія для PlayStation Portable була випущена 20 грудня 2005 року. Актори фільму озвучили своїх персонажів у грі.
Після виходу гри, версії на консолі та ПК отримали визнання критиків; вони високо оцінили ефект занурення в середовище і звук у грі, можливість грати як Дрісколла, так і за Конга протягом всієї гри, озвучку (зокрема Джека Блека), гра вважається однією з найкращих відеоігор за мотивами фільмів за весь час. Однак версія DS отримала негативний прийом через помилки, поганий ШІ та технічні проблеми, тоді як версія PSP отримала неоднозначні відгуки, критики вподобали наявність багатокористувацького режиму, але розкритикували меншу тривалість кампанії.

## Ґеймплей
За сюжетом гравець бере на себе роль нью-йоркського сценариста Джека Дрісколла та гігантської горили Кінг Конга, коли вони стикаються із загрозами та намагаються вижити на Острова Черепа. Події гри відбуваються в 1933 році.
Рівні за Джека граються від першої особи. Гра не дуже акцентує на ролі HUD-дисплея: з самого початку в ній немає панелі здоров'я, прицільної сітки та панелі з кількістю боєприпасів (панель з боєприпасами та прицільну сітку можна вмикати та вимикати за бажанням гравця, але за замовчуванням відключено), що створює гравцеві додатковий виклик та заохочує знаходити альтернативні види зброї та різні техніки.
Упереміш з людськими пригодами також є рівні, у яких гравець керує самим Конгом, пробираючись через унікальну географію Острова Черепа та борючись із різними гігантськими монстрами, захищаючи Енн. Рівні за Конга граються від третьої особи, гравець може бити, хапати та використовувати предмети/трупи як зброю. Він також може кусатись, лазити, кидати ворогів і навіть стукати руками в груди, щоб перейти в режим люті. Коли Конга переходить у режим люті, небо стає золотистого відтінку, а Конг стає сильнішим і менш вразливим до атак. Багато рівнів за Конга виконують роль битви з босом, оскільки гігантська мавпа здатна ефективно битися з гігантськими істотами, яким зброя Джека не може завдати шкоди.
У грі є альтернативний фінал, у якому Конга можна врятувати під час його битви з літаками на вершині Емпайр-Стейт-Білдінг і безпечно повернути на Острів Черепа. Кінцівка була схвалена Пітером Джексоном. Щоб розблокувати альтернативний фінал, гравці повинні пройти всю гру, а потім перепройти ще раз різні рівні й заробити загалом 250 000 очок. До нього також можна отримати доступ, використовуючи чит-коди.

## Сюжет
У 1933 році режисер Карл Денгем (Джек Блек) заволодів таємничою картою, яка розкриває таємне розташування великого острова, відомого як Острів Черепа, що знаходиться в далекій частині Тихого океану. Карл наймає драматурга Джека Дрісколла (Едріен Броуді) для написання його сценарію й витягує з вулиці голодну та втратившу роботу актрису Енн Дерроу (Наомі Уоттс), щоб зіграти головну жіночу роль та на пароплаві-бродязі під назвою «Venture» (Авантюра),керованим капітаном Енґлгорном (Томас Кречман) рушає на пошуки острову. Корабель прибуває на острів 12 жовтня. Три рятувальні човни з акторським складом, екіпажем та моряками відправляються на острів. Через бурхливе море та великі скелі рятувальний човен, у якому були Джек, Карл, Енн, Гейс (Еван Парке) та Бріґґс, розбивається від уламка скелі, Бріґґс гине.
Гейс випускає сигнал лиха, щоб змушує Енґлгорна на корабельному літаку вирушити на пошуки групи та скидати для них патрони, поки він шукає місця для приводнення, щоб евакуювати їх. Група, відбившись від гігантських крабів, прямує до скелястого відслонення. Карл пропонує зняти кілька тестових кадрів для свого фільму, попросивши Енн закричати. На її класичний крик у стилі діви у біді відповідає гучний рев. Група просувається вперед, перетинаючись на уступі скелі з другим рятувальним човном, який досі не може висадитися через сильну морську течію; у човні знаходяться Престон (Колін Хенкс), Джиммі (Джеймі Белл) і Лампі (Енді Серкіс). Команда продовжує просуватися островом, бореться з багатьма небезпечними істотами, і врешті-решт змушена розлучитися. Після важкої битви з Мегапедами [Архівовано 6 серпня 2021 у Wayback Machine.] (Меганіжки) та Скорпіопедами [Архівовано 6 серпня 2021 у Wayback Machine.] (Скорпіоніжки), пробираючись через, здавалося б, занедбане село, Джек та Енн потрапляють у полон до тубільців острова.
Джек прив'язаний до стовпа і безпорадно спостерігає, як Енн забирає Конг, 25-футова (7.6-метрова) горила під час племінного жертвоприношення. Карл рятує Джека, і вони вдвох втікають. Під час небезпечної подорожі по джунглях вони стикаються з Венатозавром [Архівовано 6 серпня 2021 у Wayback Machine.], який пожирає мертвого Ферукутом. Джек і Карл возз'єднуються з Гейсом, перемігши зграю венатозаврів пістолетом-кулеметом Томпсон калібру 0.45. Незабаром після цього вони знаходять Престона, Лампі, Джиммі та Бакстера, які переходять міст, але на них нападає Вастатозавр рекс (Ві-рекс). Лампі розірваний на шматки, Джиммі і Бакстер падають у яр, але Престону удається врятуватися, перебігши через міст на інший бік. Джек, через падіння мосту, розділяється з Карлом і Гейсом, які кажуть йому продовжувати шукати Енн. Зрештою Джек знаходить Енн, але її викрадає Терапусмордакс [Архівовано 6 серпня 2021 у Wayback Machine.]. Конг приходить на допомогу і рятує Енн. Джек продовжує рух у каньйон, де бачить мігруюче стадо Бронтозаврів, а також бореться з Мегапедами та Скорпіопедами. Ві-рекс атакує зауроподів, Джек зустрічається з Карлом та Гейсом, вони продовжують свій шлях. У джунглях вони рятують Джиммі, якого атакують Венатозаври. Зрештою вони сідають на пліт, де Джиммі каже групі, що всі інші мертві. Після втечі від тубільців Острова Черепа, команду переслідують два Ві-рекса. Коли група майже загнана у пастку, з'являється Конг, він б'ється з динозаврами та вбиває їх. Команда продовжує свою подорож, вони потрапляють у болото та борються проти Удузаврів. Група виходять з болота, Конг зупиняє їх, коли вони переходять провалля через дерево, що впало. Конг скидає дерево разом з ними в прірву. Камера Карла зламана, і він здається, каже, що піде вниз за течією до «Venture». Джек, Джиммі та Гейс продовжують пошуки Енн.
Джек врешті рятує Енн від Ві-рекса та, з'єднавшись із Джиммі та Гейсом, намагається знайти довгий відрізок води, на яку може сісти гідролітак Енґлгорна. Відбившись у печері від Венатозаврів та ще не дорослого Ві-рекса і покинувши болото, вони нарешті натрапляють на довгу ділянку води. Енґлгорн сідає на воду, але змушений втекти, коли з'являється Ві-рекс та починає переслідувати групу. Енн кличе Конга, запалюючи вогонь в урнах. Врешті-решт, Конг приходить на допомогу, поки Джек стріляє у Терапусмордаксів, щоб відволікти хижака. Коли Гейс намагається зупинити бій, відкривши вогонь по Конгу, Ві-рекс атакує Конга і ненавмисно наступає на Гейса, завдаючи йому смертельного поранення. Джек і Джиммі стоять над Гейсом, який перед своєю смертю каже Джиммі повернутися на корабель. Джек і Джиммі б'ються з багатьма хижаками і пробиваються до ділянки води, же на них чекає гідролітак. Джиммі улітає разом з Енґлгорном, а Джек піднімається в гори, щоб врятувати Енн.
Джек виявляє лігво Конга і вбиває двох молодих Ві-рексів та Шкіроптахів [Архівовано 6 серпня 2021 у Wayback Machine.], що ночують над входом. Він рятує Енн, поки Конг бореться з кількома печерними зміями. Після виходу з джунглів Енн знову потрапляє в полон тубільців, але Конг рятує її. Потім він прямує до берега, де його моряки закидають його хлороформом. Зрештою він втрачає свідомість, та його перевозять до Нью-Йорка, де його виставляють на Бродвеї. Конг втікає та починає лютувати в Нью-Йорку, знищуючи багато армійських вантажівок. Зрештою він знаходить Енн і забирає її з собою на верхівку Емпайр-Стейт-Білдінг. Він намагається знищити рій біпланів, що атакують його, але врешті-решт його збивають. Карл підходить до тіла Конга і у відповідь на слова поліцейського про те, що Конга вбили літаки, каже: «Це були не літаки. Краса вбила Чудовисько».
У грі також можливе альтернативне закінчення. Цей кінець може бути розблокований гравцями, коли вони переграють різні карти і заробляють загалом 250 000 очок. Якщо гравець переможе достатньо біпланів, як Конг, армія запалить прожектори на будівлі, щоб біплани могли чіткіше стріляти в Конга, у результаті чого Джек та Енґлгорн з'явлиться на гідролітаку. Гравець переключиться на Джека, який пілотує гідролітак і знищує прожектори, збиваючи решту біпланів, щоб врятувати Конга. Незважаючи на те, що встановлені аварійні прожектори, Конг спускається вниз по Емпайр-Стейт-Білдінг та його вивозять на борту «Venture» і благополучно повертають на Острів Черепа. Енн і Джек (або Енґлгорн) на борту гідролітака пролітають повз лігво Конга, щоб побачити Конга востаннє, щоб попрощатися з ним, коли Конг тріумфально реве. Гідролітак повертається до відпливаючого «Venture».

## Випуск
Версія гри для Xbox 360 відрізняється покращеною графікою та звуком порівняно з версіями для консолей шостого покоління. Друга версія для ПК, відома як «Gamer's Edition» (початково доступна лише з окремими відеокартами, а пізніше пропонується в сервісах завантаження ігор) також включає ці вдосконалені функції.
Версія гри «Special Edition» була доступна протягом обмеженого часу. Разом з двома стандартними ігровими дисками, також у видання входили бонусний диск, що містить концепт-арти і заставки та диск з «making-of», що містить фічуретку з Пітером Джексоном. Під час друку дисків сталася помилка, і диск із написом «Making of» насправді був «Bonus»-диском і навпаки. Копія з підписом також видається з торговою карткою Topps з Кінг Конгом, кодом рингтон для завантаження та обкладинкою з підписом Пітера Джексона.

### Технічні проблеми
Проблема консольних ігор початку сьомого покоління, версія Xbox 360 налаштована лише на HDTV, роблячи зображення на телевізорах зі стандартною роздільною здатністю дуже темним і незручним для ігрового процесу. Як результат, Ubisoft рекомендував фанатам купувати версію Xbox, поки не буде виправлено проблему. Зрештою патч був випущений. Версія Xbox не має зворотної сумісності з Xbox 360. У червні 2019 року корпорація Microsoft додала версію Xbox 360 до бібліотеки із зворотною сумісністю Xbox One.
Версія на ПК для роздрібної торгівлі використовує систему захисту від копіювання StarForce, що може спричинити непередбачені труднощі для гравців, особливо тих, хто використовує Microsoft Windows 7. Видавець не випустив жодного патчу для вирішення цієї проблеми. У видання Gamer's Edition можна грати на Windows 7 та Windows 10 без проблем.
Версія гри для Xbox 360 має погано закодовані шейдери, що дозволяє доморощеному та непідписаному коду працювати на Xbox 360 за допомогою модифікованих образів дисків гри, що використовували згаданий шейдерний механізм.

## Сприйняття
| Агрегатор    | Оцінка | Оцінка | Оцінка | Оцінка | Оцінка | Оцінка | Оцінка | Оцінка |
| Агрегатор    | DS     | GBA    | GC     | PC     | PS2    | PSP    | XBOX   | X360   |
| ------------ | ------ | ------ | ------ | ------ | ------ | ------ | ------ | ------ |
| GameRankings | 25.14% | 61.82% | 80.63% | 78%    | 82%    | 56.21% | 81.56% | 79.99% |
| Metacritic   | 28/100 | 59/100 | 81/100 | 77/100 | 82/100 | 56/100 | 82/100 | 80/100 |

| Видання                                  | Оцінка | Оцінка | Оцінка  | Оцінка | Оцінка  | Оцінка | Оцінка  | Оцінка  |
| Видання                                  | DS     | GBA    | GC      | PC     | PS2     | PSP    | XBOX    | X360    |
| ---------------------------------------- | ------ | ------ | ------- | ------ | ------- | ------ | ------- | ------- |
| 1Up.com                                  |        |        |         |        | A       |        | A       | A-      |
| Edge                                     |        |        | 8/10    | 8/10   | 8/10    |        | 8/10    |         |
| Electronic Gaming Monthly                |        |        | 8.67/10 |        | 8.67/10 |        | 8.67/10 | 8.67/10 |
| Eurogamer                                |        |        |         |        |         |        | 9/10    | 8/10    |
| Game Informer                            |        |        | 8.5/10  |        | 8.5/10  |        | 8.5/10  | 8.5/10  |
| GamePro                                  |        |        |         |        |         |        |         | [ 32 ]  |
| GameRevolution                           |        |        |         |        | B       |        | B       | B       |
| GameSpot                                 | 2.8/10 | 6.9/10 | 8.2/10  | 8.1/10 | 8.2/10  | 6.2/10 | 8.2/10  | 8.2/10  |
| GameSpy                                  |        | [ 39 ] | [ 40 ]  | [ 40 ] | [ 40 ]  | [ 41 ] |         | [ 40 ]  |
| GamesRadar+                              |        |        | [ 42 ]  |        |         |        |         | [ 42 ]  |
| GamesTM                                  |        |        | 6/10    | 6/10   | 6/10    |        | 6/10    | 6/10    |
| GameTrailers                             |        |        |         |        |         |        |         | 8.3/10  |
| GameZone                                 |        | 5.7/10 | 8.5/10  | 8.1/10 | 7.9/10  | 7.5/10 | 8.4/10  | 8.5/10  |
| IGN                                      | 3/10   |        | 8/10    | 8/10   | 8/10    | 6.9/10 | 8/10    | 8/10    |
| Joystiq                                  |        |        |         |        |         |        |         | 8.5/10  |
| NGC Magazine                             |        | 73%    | 79%     |        |         |        |         |         |
| Nintendo Power                           | 3.5/10 | 6/10   | 9/10    |        |         |        |         |         |
| Nintendo World Report                    |        | 4/10   | 8.5/10  |        |         |        |         |         |
| PlayStation Official Magazine — UK       |        |        |         |        | 9/10    | 5/10   |         |         |
| Official U.S. PlayStation Magazine       |        |        |         |        | [ 65 ]  |        |         |         |
| Official Xbox Magazine (Велика Британія) |        |        |         |        |         |        | 9/10    | 7/10    |
| Official Xbox Magazine (США)             |        |        |         |        |         |        | 9/10    | 9/10    |
| PALGN                                    | 1/10   |        |         |        |         | 5/10   | 8/10    |         |
| PC Format                                |        |        |         | 80%    |         |        |         |         |
| PC Gamer (Велика Британія)               |        |        |         | 84%    |         |        |         |         |
| PC Gamer (США)                           |        |        |         | 77%    |         |        |         |         |
| PC Zone                                  |        |        |         | 8.3/10 |         |        |         |         |
| Play                                     |        |        |         |        | 77%     |        |         |         |
| PlayStation: The Official Magazine       |        |        |         |        | 9/10    | 3.5/10 |         |         |
| PSM3                                     |        |        |         |        | 72%     | 56%    |         |         |
| TeamXbox                                 |        |        |         |        |         |        | 8.4/10  | 7.9/10  |
| X-Play                                   |        |        |         |        |         |        |         | [ 84 ]  |

Гра Peter Jackson's King Kong мала комерційний успіх, продавши понад 4,5 мільйона копій до кінця березня 2006 року. Версія PlayStation 2 отримала нагороду «Platinum» від Асоціації видавців програмного забезпечення для розваг та дозвілля (ELSPA), що свідчить про продаж принаймні 300 000 примірників у Великій Британії.
Версії для ПК та консолі отримали позитивні відгуки, критики високо оцінили захоплюючу атмосферу занурення у грі, послідовності дій та здатність грати за двох головних героїв протягом гри. Однак версія Nintendo DS дуже різко критикувалася рецензентами через баги та глітчі, поганий дизайн рівнів та ШІ ворогів. Версія для DS була внесена до списку «Найгірша гра» у підбірці «Найкращі й найгірші ігри 2005 року» від GameSpot. Версія PSP отримала змішаний прийом, головним чином через меншу тривалість, а також деякі вирізані особливості для версій на консолі та ПК. 

Публікації, що не стосуються відеоігор, також давали грі позитивні відгуки. The New York Times дала їй схвальний відгук і заявила: «Почуття занурення посилюється перспективою гри від першої особи та відсутністю безладу на екрані. Жоден датчик здоров’я не блокує ваш погляд; якщо динозавр вас вкусить, ваш зір розпливається, що вказує на те, що ще один укус вб’є вас». The A.V. Club дав грі B+ і назвав «моментальною класикою». У Sydney Morning Herald дали три з половиною зірки з п'яти і сказали про гру таке: «З досить різкою послідовністю дій гра, здається, мчить до апогею, але, незважаючи на свою стислість, це незабутня подорож царством Конга». Detroit Free Press присвоїв версії Xbox 360 три зірки з чотирьох і назвав її «Пристойними зусиллями. І якщо ви геймер, який любить фільми, ви отримаєте усе кінематографічне відчуття та виробничу цінність великобюджетного фільму». Maxim, однак, дав версії PSP оцінку чотири з десяти і заявив, що «хоча версія PSP додає режим кооперативу для двох гравців, вона також має більш м'яке управління, ніж його двоюрідний консольний брат, і це не дуже добре для початку».

### Нагороди
Окрім позитивних відгуків, гра та акторський склад також отримали багато нагород та номінацій.
| Дата             | Премія                         | Категорія                                           | Лауреат(и) та Номінований(і)                              | Результат |
| ---------------- | ------------------------------ | --------------------------------------------------- | --------------------------------------------------------- | --------- |
| 10 грудня 2005 р | 2005 Spike Video Game Awards   | Найкраща екнш-гра                                   | Peter Jackson's King Kong: The Official Game of the Movie | Номінація |
| 10 грудня 2005 р | 2005 Spike Video Game Awards   | Дизайнер року                                       | Мішель Ансель                                             | Номінація |
| 10 грудня 2005 р | 2005 Spike Video Game Awards   | Найкращий акторський склад                          | Peter Jackson's King Kong: The Official Game of the Movie | Перемога  |
| 10 грудня 2005 р | 2005 Spike Video Game Awards   | Найкраща відеогра за мотивами фільму                | Peter Jackson's King Kong: The Official Game of the Movie | Перемога  |
| 10 грудня 2005 р | 2005 Spike Video Game Awards   | Найкраща жіноча акторська гра                       | Наомі Уоттс у ролі Енн Дерроу                             | Номінація |
| 10 грудня 2005 р | 2005 Spike Video Game Awards   | Найкраща чоловіча акторська гра                     | Джек Блек у ролі Карла Денгема                            | Перемога  |
| 17 грудня 2005 р | 10th Satellite Awards          | Видатна гра, заснована на попередньому матеріалі    | Peter Jackson's King Kong: The Official Game of the Movie | Номінація |
| 2 травня 2006 р  | Сатурн 2006                    | Найкраща відеогра (фентезі)                         | Peter Jackson's King Kong: The Official Game of the Movie | Номінація |
| 2006 рік         | Interactive Achievement Awards | Видатні досягнення в артрежисурі                    | Ubisoft                                                   | Номінація |
| 2006 рік         | Interactive Achievement Awards | Видатні досягнення в ігровому дизайні               | Ubisoft                                                   | Номінація |
| 2006 рік         | Interactive Achievement Awards | Видатні досягнення в звуковому дизайні              | Ubisoft                                                   | Номінація |
| 2006 рік         | Interactive Achievement Awards | Видатні досягнення в розвитку історії та персонажів | Ubisoft                                                   | Номінація |

## Зовнішні посилання
- Peter Jackson's King Kong: The Official Game of the Movie на сайті IMDb (англ.)